# アントニオ・ブラウン
アントニオ・タバリス・ブラウン・シニア（Antonio Tavaris Brown Sr.、1988年7月10日 - ）は、アメリカ合衆国フロリダ州マイアミ出身のアメリカンフットボール選手。ポジションはワイドレシーバー（WR）。

## 経歴

### プロ入りまで
マイアミのリバティシティで育つ。マイアミノーランド高校時代はアメリカンフットボールと陸上競技の両方をプレー、アメリカンフットボールでは、ランニングバック、クォーターバック、ワイドレシーバー、パントリターナーとしてプレーした。陸上競技では100メートル競走、400メートルリレー走の選手を務め、400mリレーでは41秒50で州で優勝した。
フロリダ州立大学入りを目指したが学業成績不足で果たせなかった。アルコーン州立大学入りを目指した後、ノースカロライナテックプレップに入学、QBとして5試合に出場し、1247ヤード、11TD、ランでも451ヤード、13TDをあげた。同校で1年プレーした後、フロリダ国際大学から奨学金のオファーを受けた。ウェストバージニア大学のWRコーチ、ブッチ・ジョーンズが彼を積極的にリクルーティングした。ジョーンズが中央ミシガン大学のヘッドコーチに就任することとなり、彼は中央ミシガン大学入りを決めた。中央ミシガン大学ではアメリカンフットボールに専念し、カレッジフットボールの選手として、2008年と2009年にパントリターナーとしてをオールアメリカンアワーズを獲得した。
中央ミシガン大学での3年間で彼は歴代トップの305回のレシーブで、歴代4位の3,199ヤードを獲得、歴代3位の22TDをあげた。2010年1月7日、最終学年でのプレーをせず、NFLドラフトにアーリーエントリーすることを発表した。ドラフト前のNFLコンバインでは全種目に出場、中央ミシガン大学のプロデーでも40ヤードダッシュなどを行った。

### ピッツバーグ・スティーラーズ
2010年のNFLドラフトでは、ピッツバーグ・スティーラーズに6巡目にて指名されて入団した。この年のドラフトでは27人のWRが指名されており、彼の指名順位は22番目であり、スティーラーズでもエマニュエル・サンダースに次いで2番目の指名となった。
同年6月15日、3年128万ドルの契約を結んだ。トレーニングキャンプではサンダース、タイラー・グリシャム、ステファン・ローガン、アイザイア・ウィリアムズ、ブランドン・ローガンと控えWRの座を争った結果、ハインズ・ウォード、マイク・ウォレス、アントワン・ランドレル、アーナズ・バトルに次ぐ5人目のWRとなった。9月19日のテネシー・タイタンズとの開幕戦でキックオフリターナー、パントリターナーとして起用された。またリバースからのプレーで89ヤードのTDをあげた。10月3日のボルチモア・レイブンズ戦で初キャッチをあげた。第17週のクリーブランド・ブラウンズ戦でシーズン最多の4回のレシーブで52ヤードを獲得した。この年は10試合に出場し、16回のレシーブで167ヤードを獲得した。この年、スティーラーズは12勝4敗でAFC北地区で優勝した。2011年1月15日のボルチモア・レイブンズとのディビジョナル・プレーオフでは、ベン・ロスリスバーガーから58ヤードのレシーブをあげたが、このプレーは31-24での勝利につながるプレーとなった。ニューヨーク・ジェッツとのAFCチャンピオンシップゲームでも残り2分を切った時点での第3ダウン残り6ヤードの場面で、14ヤードのパスをレシーブ、チームは24-19で勝利し、第45回スーパーボウルに進出した。スーパーボウルでは、キックオフリターン、パントリターンでそれぞれ4回出場し、パスレシーブは1回、チームはグリーンベイ・パッカーズに25-31で敗れた。
2年目の2011年、アントワン・ランドレルが退団し、トレーニングキャンプでは、エマニュエル・サンダース、アーナズ・バトル、リマス・スウィード、ジェリコ・コチェリーと第3WRの座を争い、ハインズ・ウォード、マイク・ウォレスに次ぐ第3WRの座を勝ち取った。またキックオフリターナー、パントリターナーにも起用されることとなった。10月30日のニューイングランド・ペイトリオッツ戦ではシーズン最多の9回のレシーブで67ヤードを獲得、プロ初のTDレシーブをあげて25-17の勝利に貢献した。翌週のボルチモア・レイブンズ戦では5回のレシーブで109ヤードを獲得、プロ入り後初めて100ヤード以上を獲得した。11月13日のシンシナティ・ベンガルズ戦で初先発を果たした。12月4日のベンガルズ戦では60ヤードのパントリターンTDをあげ、その週のAFCスペシャルチーム部門の最優秀選手に選ばれた。第14週のクリーブランド・ブラウンズ戦では79ヤードのTDレシーブなど、シーズンベストの151ヤードを獲得した。
ブラウンは1シーズンでレシーブとリターンが合わせて1,000ヤード以上となり（1,108ヤード）、NFL史上最長記録を樹立した。そのシーズンでは、プロボウルにパントリターナーとして選出された。 2013年シーズンは、NFL史上初めて各試合5レセプション以上と最低でも50ヤード以上のレシーブを記録した。

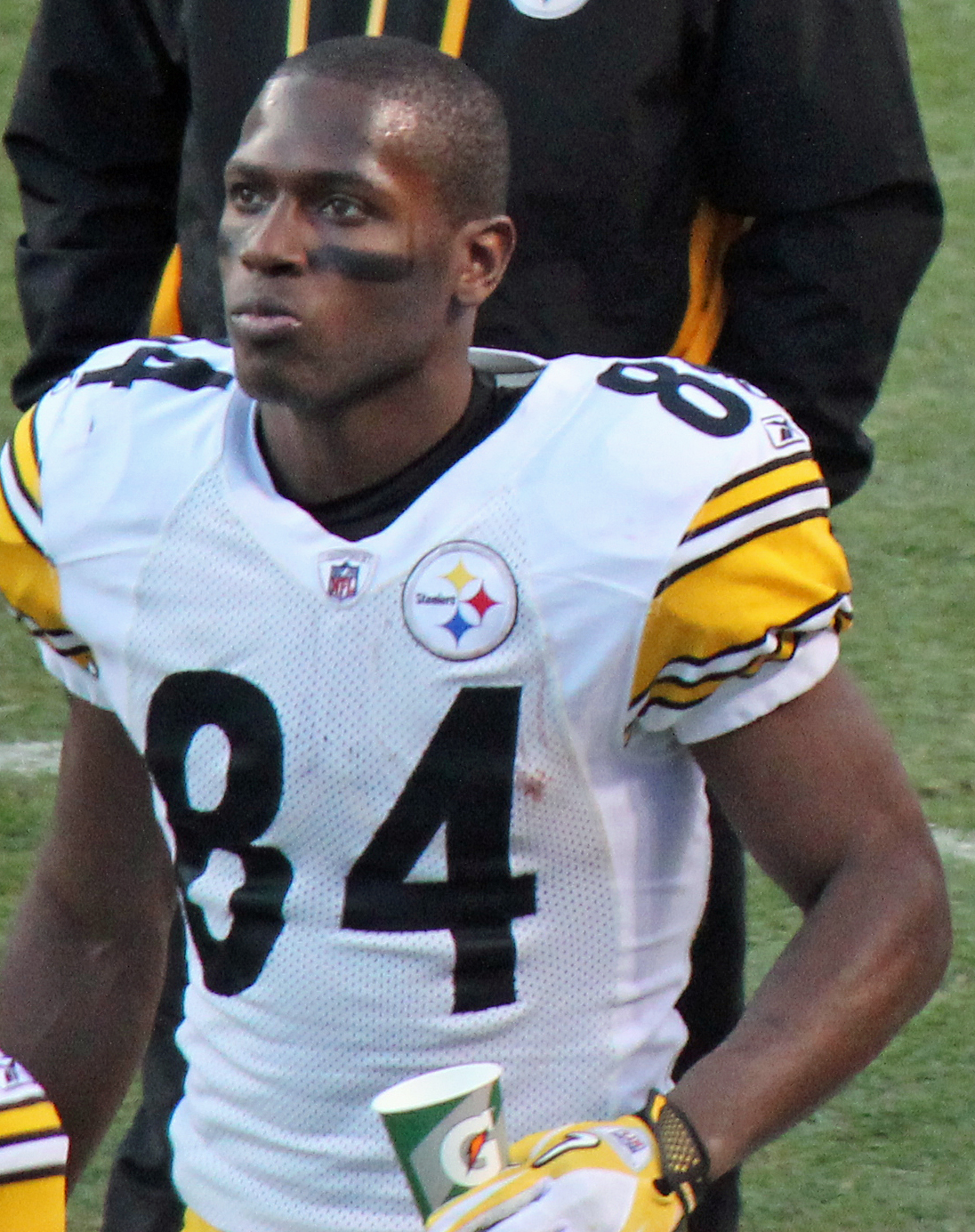
2012年

2012年7月28日、850万ドルのサインボーナスを含む5年4250万ドルの契約延長を果たした。オフシーズンにハインズ・ウォードが引退したため、トレーニングキャンプでは、マイク・ウォレス、エマニュエル・サンダースと先発WRの座を争った。シーズン開幕時は、ブラウンとウォレスが先発WRとなった。2018年12月に当時のSライアン・クラークが明かしたところによると、ブラウンが守備コーディネーターのディック・ルボーに対して叫んだり、守備選手に対して「俺に触るな、俺はフランチャイズ選手だ。」と怒鳴ったことを明らかにした。11月4日、前の週にパントリターンTDをあげた際、最後の20ヤードを後ろ向きで走ったことが、アンスポーツマンライクコンダクトと判断され、1万ドルの罰金を科された。次の試合で足首を痛めた彼は、その試合を途中退場し、続く3試合を欠場した。この年先発10試合を含む13試合に出場し、67回のレシーブで787ヤードを獲得、5TDをあげた。
2013年、エマニュエル・サンダースとともに先発WRでシーズンを迎えた。9月22日のシカゴ・ベアーズ戦では9回のレシーブで196ヤードを獲得した。翌週のミネソタ・バイキングス戦ではシーズン最多の12回のレシーブで88ヤードを獲得した。12月22日の試合で1997年にヤンシー・シグペンが作ったシーズンレシーブ記録である1,398ヤードを更新、ハインズ・ウォードに次いでチーム史上2人目となるシーズン100レシーブをあげた。12月29日のワシントン・レッドスキンズ戦で相手WRピエール・ガーソーンとともに、それまでジミー・スミスしか達成していなかったレギュラーシーズン全試合で5レシーブ以上をマークした。この年110回のレシーブで1,499ヤード、8TDをあげた。またプロボウルにレシーバー及びパントリターナーとして選ばれるとともに、オールプロにも選ばれた。NFL Top Players of 2014 の23位に評価された。
2014年、ブラウンズとの開幕戦、パントリターンの際、相手パンターのスペンサー・ラニングを飛び越えようとして、フェイスマスクにキックしてしまい、メディアの注目を集めた。このプレーで彼は8200ドルの罰金を科された。10月20日のヒューストン・テキサンズ戦でランス・ムーアに自身初のTDパスを通した。第11週のレイブンズ戦ではシーズン最多の11レシーブで、54ヤードのレシーブを含む144ヤードを獲得した。第17週のベンガルズ戦では7回のレシーブで128ヤード、1TD及びパントリターンでも71ヤードのリターンTDをあげてスペシャルチーム部門のAFC週間最優秀選手に選ばれた。この年NFLトップの129回のレシーブで1,698ヤード、2位タイの13TDをあげた。これらは全てチーム記録となった。レイブンズとのワイルドカードプレーオフでは、9回のレシーブで117ヤードを獲得した。この年自身3度目のプロボウルに選出され、NFL Top Players of 2015の8位に評価された。
2015年、第2週のサンフランシスコ・フォーティナイナーズ戦では9回のレシーブで195ヤード、1TDをあげた。この試合で通算5,587ヤードに記録を伸ばした彼は、プロフットボール殿堂WRであるリン・スワンの記録を抜いた。11月8日のオークランド・レイダース戦で自己ベストの284ヤードを獲得、1996年にキーナン・マカーデルが記録したTDなしでの1試合のレシーブ記録232ヤードを更新した。12月6日のインディアナポリス・コルツ戦でパントリターンTDをあげた際にゴールポストへジャンプした彼のTDセレブレーションは過剰な行為として11,576ドルの罰金を科された。なおスペシャルチーム部門でAFCの週間最優秀選手に選ばれている。第16週のデンバー・ブロンコス戦では16回のレシーブで189ヤードを獲得、AFCの週間最優秀攻撃選手に選ばれた。この年NFLトップの136レシーブ、1,834ヤード、10TDをあげた。レシーブ数、レシーブ獲得ヤードはともに自身が持つスティーラーズのチーム記録である129回のレシーブ、1,698ヤードをそれぞれ更新した。シンシナティ・ベンガルズとのワイルドプレーオフでは、第4Qにボンタゼ・バーフィクトのヒットを受けた際、脳震盪を起こした。その結果、デンバー・ブロンコスとのディビジョナルプレーオフは欠場した。3年連続4度目のプロボウルに選出、オールプロファーストチームにも2度目の選出となった。またNFL Top 100 Players of 2016 の4位に評価された。
2016年、ワシントン・レッドスキンズとの開幕戦で8回のレシーブで126ヤードを獲得、2TDをあげた。この試合で彼はNFLのユニフォームポリシー違反と2度目のタッチダウン後のセレブレイションでトゥワークをしたことから15,191ドルの罰金を科された。第4週のカンザスシティ・チーフス戦でもエンドゾーン内で似たようなダンスを行い、24,309ドルの罰金を科された。第10週のダラス・カウボーイズ戦ではシーズン最多の14レシーブをあげた。サンクスギビングデーに行われた第12週のインディアナポリス・コルツ戦では3TDをあげた。最終週のブラウンズ戦は、すでにプレーオフ進出を決めていたため欠場した。マイアミ・ドルフィンズとのワイルドカードプレーオフで、50ヤードと62ヤードのTDをあげたが、プレーオフで1人の選手が50ヤード以上のTDレシーブを複数回記録するのは、2001年のランディ・モス以来のことであった。この年、15試合に出場してラリー・フィッツジェラルドに次ぐ106レシーブ、1,284ヤード、12TDをあげた。またチーム史上歴代2位のレシーブ数、3位のレシーブ獲得ヤードとなった。4年連続でプロボウルに選出され、オールプロファーストチームにも3年連続で選ばれた。NFL Top 100 Players of 2017の4位に評価された。
2017年2月21日、2021年まで1年あたり1700万ドル、4年の延長契約を果たし、NFL最高給のWRとなった。開幕戦のブラウンズ戦では11回のレシーブで１８２ヤードを獲得した。第11週のテネシー・タイタンズでは10回のレシーブで144ヤード、3TDそのうちの1つは、ヘルメット付近に来たパスを片手でキャッチしたものであった。この活躍でその週のAFC最優秀攻撃選手に選ばれた。第14週のレイブンズ戦では213ヤードを獲得、チームは39-38で勝利して地区優勝を果たした。第15週のニューイングランド・ペイトリオッツ戦で左ふくらはぎを痛めた彼は、レギュラーシーズン残り試合を欠場、ジャクソンビル・ジャガーズとのディビジョナルプレーオフで復帰し、7回のレシーブで132ヤード、2TDをあげた。この年彼はレギュラーシーズンでNFLトップの1,533ヤードを獲得した。101レシーブはNFL5位、9TDはNFL4位タイであった。また6度目のプロボウルに選ばれるとともに、満場一致でオールプロファーストチームに選ばれた。シーズン終了後に選ばれたNFLトップ100では、トム・ブレイディに次いで2位に評価された。

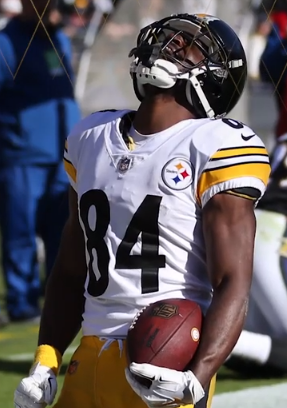
2018年

2018年9月9日のブラウンズ戦で116試合目の出場にして、レシーブ獲得10000ヤードを超えた。彼より少ない試合数で10000ヤードに達したのは、その時点では115試合目で達成したカルビン・ジョンソンのみであり、トリー・ホルトと並びNFL史上2番目に早い達成であった（その後同年11月に104試合目でフリオ・ジョーンズが達成した。）。しかし、翌週のカンザスシティ・チーフス戦の試合中に攻撃コーディネーターのランディ・フィクトナーと口論になった他、試合後にTwitterを通して元チームスタッフとのやりとりのさい、「自分の価値はトレードしてみたら分かるだろう」とトレードを要求しているともとれる返答した。試合翌日、チームの施設に姿を見せないなど徐々にチームとの間に軋轢が生じはじめた。 第6週のシンシナティ・ベンガルズ戦で残り10秒に決勝TDレシーブをあげた。その直後にボンタゼ・バーフィクトにひじ打ちを受けた。この年104回のレシーブで1297ヤードを獲得、ブランドン・マーシャルに並んで通算6度目のシーズン100レシーブ、1000ヤードを達成、自己ベストの15TDレシーブをあげた。この年彼とチームメートのジュジュ・スミスシュスターはそれぞれ100レシーブ、1200ヤードを獲得した。同一チームで2人のレシーバーがこの記録を達成したのは、1995年、デトロイト・ライオンズのハーマン・ムーアとブレット・ペリーマン、2000年、デンバー・ブロンコスのロッド・スミスとエド・マキャフリー、2005年、アリゾナ・カージナルスのラリー・フィッツジェラルドとアンクワン・ボールディン、2014年、ブロンコスのデマリウス・トーマスとエマニュエル・サンダースに次いで史上5組目であった。
シーズン最終戦のシンシナティ・ベンガルズ戦にインアクティブとなったブラウンは試合中にもかかわらず帰宅した。トムリンHCはこの戦前からブラウンとコミュニケーションが取れていないことを認めた。
そして球団オーナーがトレードでの放出を承認し、ブラウン本人もツイッター上にスティーラーズ退団を示唆する投稿をするなど、両者の和解は難しいものとなっていった。

### スティーラーズ退団後
2019年3月9日、スティーラーズがその年のドラフト3巡及び5巡とのトレードでブラウンをオークランド・レイダースにトレードすることに合意、3月13日にトレードは発効され、ブラウンはレイダースと契約した。しかし低温治療室で自らの不注意による足の凍傷、リーグの新しいヘルメット規定に対する反抗、練習の無断欠席やそれに伴う罰金規定でチームのGMと口論になる などの騒動を起こし、開幕戦開始直前にリリースされた。
その後、9月7日にニューイングランド・ペイトリオッツと1年1500万ドル（900万ドルのサインボーナス）で契約した、第2週のマイアミ・ドルフィンズ戦にも出場しタッチダウンも挙げた。しかしレイプ疑惑が持ち上がった他、被害者に対し脅迫まがいのメールを送ったという新しい疑惑が浮かんだことを受け、9月20日にペイトリオッツよりリリースされる。ペイトリオッツに在籍した期間はわずかに11日のみであった。
ペイトリオッツ退団後、一時はNFLでのプレーを辞めると表明した が、12月27日にニューオーリンズ・セインツのワークアウトに参加した 。しかし正式な契約には至らなかった。

### タンパベイ・バッカニアーズ

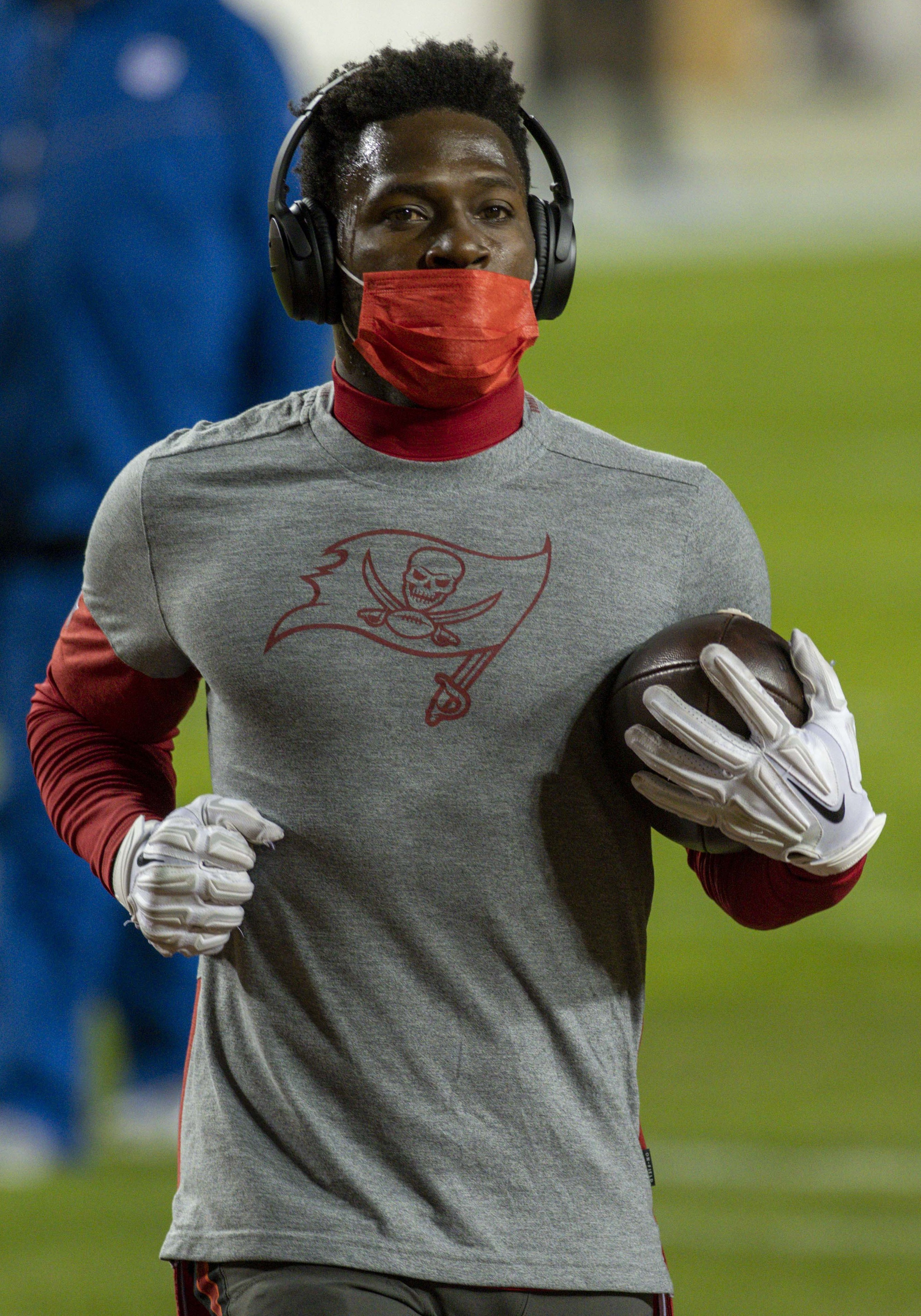
2021年

2020年10月24日にタンパベイ・バッカニアーズと1年契約を結んだ。第9週のセインツ戦からチームに合流した。第15週のアトランタ・ファルコンズ戦で移籍後初タッチダウンを挙げた。
チームはワイルドカードとしてプレーオフに進出すると、初戦のワシントン・フットボールチーム戦でタッチダウンを挙げた。NFCチャンピオンシップゲームは欠場したが、カンザスシティ・チーフスと対戦した第55回スーパーボウルではタッチダウンを挙げ、チームの優勝に貢献。個人でも初めてスーパーボウル制覇を経験した。
2021年5月25日にバッカニアーズと再契約しチームに残留した。
2021年シーズン、第6週のフィラデルフィア・イーグルス戦で足首を負傷しリハビリしていたブラウンであったが、偽造されたワクチンカードを所有していたことが発覚し、3試合の出場停止処分を受けた。このことでチームと軋轢が生まれたブラウンは第17週のニューヨーク・ジェッツ戦にて、ヘッドコーチのブルース・エリアンスからの試合出場の要求を断り、エリアンスHCから退場を促されると試合の途中にもかかわらずユニフォーム・ショルダーパッド・グローブなどを脱ぎ捨ててロッカールームに帰るという騒動を起こした。ブラウンはこの事態に至った要因について、事件から4日後の1月5日、チームが隠蔽工作を行ったことによるものだと主張する声明を発表した。ブラウンは、足首のMRIで "折れた骨の破片が足首に刺さり、靭帯が骨から裂け、軟骨が失われ、痛みを通り越している "と主張し、満足にプレーできる状態ではなかったとした。エリアンスHCはジェッツ戦直後にブラウンの退団を示唆するコメントを残し、その後1月6日にブラウンはチームから正式にリリースされた。ブラウンは2021年シーズンを、7試合に出場し、42キャッチ、545ヤード、4タッチダウンで終えた。

## 人物
彼のいとこの、マーキス・ブラウンは、2019年のドラフト1巡でボルチモア・レイブンズに指名されたWRである。
2016年3月8日、ダンシング・ウィズ・ザ・スターズのシーズン22でダンサーのシャルナ・バージェスとともに出演することが発表された。2人は準決勝で敗退し、4位となった。
2018年7月18日、マッデンNFL19のカバーアスリートになることが発表された。

## 詳細情報

### 年度別成績

#### レギュラーシーズン
| 年度      | チーム    | 背 番 号  | 試合 | 試合 | レシーブ | レシーブ    | レシーブ         | レシーブ    | レシーブ | ラン | ラン        | ラン             | ラン        | ラン | リターン | リターン    | リターン         | リターン    | リターン | ファンブル    | ファンブル |
| 年度      | チーム    | 背 番 号  | 出場 | 先発 | 回数     | 獲得 ヤード | 平均 獲得 ヤード | 最長 ヤード | TD       | 回数 | 獲得 ヤード | 平均 獲得 ヤード | 最長 ヤード | TD   | 回数     | 獲得 ヤード | 平均 獲得 ヤード | 最長 ヤード | TD       | ファン ブル数 | ロスト     |
| --------- | --------- | --------- | ---- | ---- | -------- | ----------- | ---------------- | ----------- | -------- | ---- | ----------- | ---------------- | ----------- | ---- | -------- | ----------- | ---------------- | ----------- | -------- | ------------- | ---------- |
| 2010      | PIT       | 84        | 9    | 0    | 16       | 167         | 10.4             | 26          | 0        | 0    | 0           | 0                | 0           | 0    | 36       | 507         | 14.1             | 89T         | 1        | 1             | 0          |
| 2011      | PIT       | 84        | 16   | 3    | 69       | 1,108       | 16.1             | 79T         | 2        | 7    | 41          | 5.9              | 10          | 0    | 57       | 1,062       | 18.6             | 60T         | 1        | 0             | 0          |
| 2012      | PIT       | 84        | 13   | 10   | 66       | 787         | 11.9             | 60T         | 5        | 7    | 24          | 3.4              | 13          | 0    | 27       | 183         | 6.8              | 29          | 0        | 4             | 2          |
| 2013      | PIT       | 84        | 16   | 14   | 110      | 1,499       | 13.6             | 56          | 8        | 7    | 4           | 0.6              | 10          | 0    | 33       | 425         | 12.9             | 67T         | 1        | 1             | 0          |
| 2014      | PIT       | 84        | 16   | 16   | 129      | 1,698       | 13.2             | 63T         | 13       | 4    | 13          | 3.3              | 9           | 0    | 31       | 319         | 10.3             | 71T         | 1        | 2             | 2          |
| 2015      | PIT       | 84        | 16   | 16   | 136      | 1,834       | 13.5             | 59          | 10       | 3    | 28          | 9.3              | 16          | 0    | 22       | 212         | 9.6              | 71T         | 1        | 3             | 2          |
| 2016      | PIT       | 84        | 15   | 15   | 106      | 1,284       | 12.1             | 51          | 12       | 3    | 9           | 3.0              | 13          | 0    | 16       | 163         | 10.2             | 33          | 0        | 0             | 0          |
| 2017      | PIT       | 84        | 14   | 14   | 101      | 1,533       | 15.2             | 51T         | 9        | 0    | 0           | 0.0              | 0           | 0    | 11       | 61          | 5.5              | 16          | 0        | 3             | 0          |
| 2018      | PIT       | 84        | 15   | 15   | 104      | 1,297       | 12.5             | 78T         | 15       | 0    | 0           | 0.0              | 0           | 0    | 0        | 0           | 0.0              | 0           | 0        | 0             | 0          |
| 2019      | NE        | 17        | 1    | 0    | 4        | 56          | 14.0             | 20T         | 1        | 1    | 5           | 5.0              | 5           | 0    | 0        | 0           | 0.0              | 0           | 0        | 0             | 0          |
| 2020      | TB        | 81        | 8    | 4    | 45       | 483         | 10.7             | 46T         | 4        | 2    | -2          | -2.0             | 1           | 0    | 1        | 2           | 2.0              | 2           | 0        | 0             | 0          |
| NFL：11年 | NFL：11年 | NFL：11年 | 139  | 107  | 886      | 11,746      | 13.3             | 79T         | 79       | 34   | 122         | 3.6              | 16          | 0    | 234      | 2,930       | 12.5             | 89T         | 5        | 14            | 6          |

- 2020年度シーズン終了時
- 太字は自身最高記録
- ■は各年度のリーグ最高記録